# Дингоспо Дали
Дингоспо Дали је била српска музичка група из Београда. Жанровски се најчешће сврставала у алтернативни рок. Победник је првог издања телевизијског фестивала за демо бендове Бунт рок мастерс, који су организовали Други програм Радио-телевизије Србије и Радио Београд 202.

## Историја
Група Дингоспо Дали је основана 2011. године. Често су свирали по фестивалима, а вежбали су у згради БИГЗ-а. Пажњу на себе скренули су почетком 2015. године, након победе на првом издању Бунт рок мастерса, телевизијског такмичења демо бендова. Победили су с песмом Не питај се. Након тога су учествовали на великом броју фестивала који се одржавају широм Србије, али и у земљама у суседству. Забележили су наступе на Егзит фестивалу, Демофесту у Бањалуци (где су такође дошли до финала), Београдском фестивалу пива, Зајечарској гитаријади и др.
Група је у септембру 2021. објавила да престаје са радом.

## Чланови
- Сандра Видојевић — вокал
- Немања Булатовић — бас-гитара
- Никола Видојевић [а] — бубањ, пратећи вокал
- Стефан Савић — електрична гитара
- Владимир Вушовић — електрична гитара
- Никола Мишић — електрична гитара
- Милош Касаловић — електрична гитара, пратећи вокал
- Марко Мићановић — електрична гитара

## Дискографија

### Студијски албуми
- Све док мислим да је ово други свет[7] (2017)
- О нечему лепом[8] (2020)

### Учешћа на компилацијама
- Бигз компликација (2013) — песма Пелин
- Фемиксета 5.0 (2014) — песма Она